# Zvonimir Milčec
Zvonimir Milčec (Zagreb, 1938. – Zagreb, 17. travnja 2014.) hrvatski književnik, najpoznatiji po svojim djelima posvećenim gradu Zagrebu, te pisac za djecu.

## Životopis
Zvonimir Milčec, književnik i novinar, rođen (3.rujna 1938.) u Zagrebu, gdje se i školovao (srednja grafička škola, studirao na VPŠ-u; u Beogradu je završio novinarsku školu. Cijeli radni vijek bio profesionalni novinar, radio kao reporter, kolumnist, urednik izdanja i pomoćnik glavnog urednika u Večernjem listu, te glavni urednik dvotjednika Zagrebački trg. Desetak godina bio je stalni kolumnist Jutarnjeg lista, pa ponovo kolumnist Večernjeg lista. Sada piše kolumne na više web stranica i portala, a upravo je završio knjigu o zagrebačkom Zoološkom vrtu. Nagrađen je novinarskom nagradom za životno djelo Otokar Keršovani 2009., dobio književne nagrade: Grigor Vitez 1976. i Mlado pokoljenje 1977., te Nagradu grada Zagreba 1994. Napisao romane U Zagrebu prije podne i Čovjek od novina, te knjigu pripovijetka Tekuće priče. Od dječje literature napisao romane Zvižduk s Bukovca, Posljednji zvižduk, Priča o novinama i Tajna krvavog nosa. Kao tematske cjeline objavio je u knjigama i cijelu biblioteku feljtona, podlistaka i kolumni o Zagrebu. 
Većina knjiga izašla mu je u ponovljenim izdanjima. Prevođen je na ruski i poljski, engleski i njemački, a neke su knjige poslužile kao predlošci za televizijske dokumentarne serije, igrano-dokumentarne filmove i kratke umjetničke filmove, a za što je autor ujedno i scenarist zajedno s redateljem Mladenom Juranom. 
Cjelokupni književni i novinarski rad Zvonimira Milčeca vezan je uz rodni Zagreb i apsolutni je rekorder u objavljenim podliscima i kolumnama o Zagrebu po novinama (više od pedeset godina redovito svaki tjedan). Sudjelovao u inicijativi podizanja spomenika Mariji Jurić Zagorki u Tkalčićevoj (rad akademskog kipara Stjepana Gračana), 1991., aktivan u povratku Fernkornovog spomenika banu Jelačiću 1990., a zahvaljujući njegovoj inicijativi i organizaciji Zagreb se 1988. odužio Augustu Šenoi, postavljanjem brončanog spomenika Marije Ujević u 
pjesnikovoj rodnoj Vlaškoj ulici.  

## Beletristika
- Zvižduk s Bukovca, roman za djecu (1975.)  Zvižduk s Bukovca,
- U Zagrebu prije podne, roman  (1979.)
- Posljednji zvižduk, roman za djecu (1980.)
- Priča o novinama, roman za djecu (1987.)
- Zvižduk s Bukovca i Posljednji zvižduk u zajedničkoj knjizi (1992.)
- Čovjek od novina, roman  (1997.) Čovjek od novina,
- Tekuće priče, pripovijetke (2002.) Tekuće priče,
- Tajna krvavog nosa, roman za djecu (2009.).

## Feljtonistika
- Zadnja pošta Zagreb (1973.)
- Pozdravi doma (1975.)
- Zagreb je Zagreb (1981.)
- Dinamovo proljeće (1982.)
- ZGode (1985.),
- Dolac (1985.)
- Pozdrav iz Zagreba 1986.) Pozdrav iz Zagreba,
- Pješak u Zagrebu (1988.)
- Galantni Zagreb (1989.)
- Zagrebačka linija fronte, (1992.)
- Od Zagreba su ljepše samo Zagrepčanke (1993.)
- Zagreb je inače lijep (2001.) Zagreb je inače lijep,
- Fakat Zagreb (2004.),
- Seniori (2005.),
- Volite li Zagreb (uz hrvatski, na engleskom i njemačkom jeziku 2007.)
- Moj zagrebački rukopis - 50 godina s gradom (2007.)
- Zagrepčani i vaši i naši  (2008.)

## Publicistika
- Piti ili ne piti (1968.),
- Povratak bana (1990.)
- Nečastivi na kotačima (1991.)
- Zagrebački gradonačelnici (1993.)
- Pliva - 70 godina najveće farmaceutske kuće (1997.)

## Scenariji (TV)
- Zadnja pošta Zagreb (dokumentarni serijal, redatelj Mladen Juran 1976. – 79.)
- Priča iz Maksimirske šume (srednjemetražni igrani film M. Jurana 1978.)
- Pozdrav iz Zagreba (dokumentarno-igrani serijal, red. M. Juran 1984. – 86.)
- Stari album L.P-ija (glazbeni igrani film, red. M.Juran 1985.)
- Esplanada (šezdesetogodišnjica prestižnog hotela 1985.)

## Scenariji (kino-filmovi)
- Uzlet (dokumentarni film, red. M. Juran, snimatelj Branko Blažina 1976.)
- Ne gledaj gore (kratki dokumentarac, red. M. Juran, snimatelj Tomislav Pinter 1979.)
- Strah u dolini potoka Bliznec (dokumentarac, red. M. Juran 1985.)

## Vanjske poveznice
|  | Wikicitati imaju zbirke citata o temi Zvonimir Milčec |